# Die Alive
Die Alive è un singolo della cantante finlandese Tarja Turunen, pubblicato nel 2008 ed estratto dall'album My Winter Storm.

## Tracce
1. Die Alive (Album Version)
2. Die Alive (Alternative Version)
3. Lost Northern Star (Ambience Sublow Mix)
4. Calling Grace (Full Version)
5. Die Alive (Video)